# André Suchetet
André Suchetet est un homme politique français né le 6 mars 1849 à Elbeuf et mort le 15 juillet 1910 à Bréauté.

## Une vie de rentier bien remplie
Luc André Suchetet, naît à Elbeuf le 6 mars 1849, d’Achille Suchetet (1820-1853), fabricant de draps, et de Cécile Louise Marie Delarue (1826-1854). Sa famille est installée depuis longtemps dans la ville et ses environs : Jean-Baptiste Suchetet (né en 1788) fait ainsi partie des notables chargés en 1832 de désigner les membres de la Chambre consultative des arts et manufactures d’Elbeuf ; Achille Suchetet en est membre dans les années 1849-1850. Hector Suchetet, son oncle, fabricant de draps également, sera maire de Caudebec-lès-Elbeuf dans les années 1870.
Devenu orphelin à l’âge de 5 ans, il est élevé par ses grands-parents et placé à Rouen dans une institution privée mais laïque, l’institution Patry (rue Jeanne-d’Arc). Durant la guerre de 1870, il est enrôlé dans les gardes mobiles et prend part à la défense de Paris. Il épouse à Bréauté, le 18 décembre 1871, Augustine Aglaé Laguette (1852-1917). Ils auront huit enfants de 1876 à 1889.
Sa famille essaie de l’introduire dans l’industrie textile, puis de le diriger vers le notariat. Mais il se contente finalement de vivre des rentes que lui procure l’importante fortune foncière dont il a hérité, dans son château d’Antiville (commune de Bréauté), où il emménage en 1880 et qu’il restaure (en 1901, il y emploie six domestiques et une institutrice pour ses enfants).
Membre de nombreuses sociétés savantes, telles la Société zoologique de France, l’Association scientifique de Bruxelles, l’Académie des sciences, belles-lettres et arts de Rouen (depuis 1890), c’est un chercheur amateur éclairé, qui publie de nombreux ouvrages de zoologie et des communications scientifiques, attirant l’attention des savants. Il étudie tout particulièrement les phénomènes d’hybridation dans le règne animal, mais s’intéresse aussi parfois à l’anthropologie préhistorique (cf. son discours de réception à l’Académie de Rouen).
Catholique fervent, à l’esprit cependant suffisamment large pour concilier la Bible et Charles Darwin, il se montre particulièrement actif à Bréauté (restauration de l’église, construction d’une salle de patronage, création d’une école catholique de filles). Mais il n’oublie pas sa ville natale. En 1872, il fait un don de 8 500 F à l’hospice d’Elbeuf puis de 10 000 F au Bureau de bienfaisance en mémoire de son frère, Georges Suchetet, et conformément aux dernières volontés de celui-ci. Avec son oncle par alliance, Guillaume Frédéric Olivier (fabricant de draps et conseiller municipal à Elbeuf) et ses cousins Louis et Henry Olivier, il y fonde aussi un orphelinat de garçons entretenu à ses frais, exécutant ainsi la volonté de son père Achille Suchetet (donation de 228 542 F par acte du 17 avril 1877 passé devant Me Hurrier, notaire à Elbeuf).
Cet orphelinat, resté institution catholique jusqu’en 1953, puis passé sous la direction d’une association, deviendra le Centre Olivier-Suchetet, lequel ferma en 2006. En reconnaissance de cette donation, Elbeuf compte aujourd’hui une rue Olivier-et-Suchetet.
Il organise aussi en 1895 la Société de secours mutuels de Goderville, dont il devient par la suite président. Il s'occupe beaucoup de la protection sociale et des cercles catholiques ouvriers. Fabricien de la paroisse Saint-Godard de Rouen, membre de l’Émulation chrétienne, il fonde dès 1882 la conférence Frédéric Ozanam puis les Congrès catholiques de Normandie (avec une section d’apologétique chrétienne qui donna naissance à des congrès scientifiques internationaux). Ce militantisme est récompensé par la papauté, qui le fait chevalier de l’ordre de Saint-Grégoire-le-Grand.
Pratiquant également la peinture, il décore les murs de plusieurs chapelles.
Grand propriétaire terrien, il prête beaucoup d’attention aux questions d’agriculture. Cofondateur et président d'honneur du syndicat de lutte contre la mortalité du bétail de Bréauté, membre du comice agricole du Havre, il préside aussi la Société pratique d’agriculture de l’arrondissement du Havre. C’est sa volonté de défendre les intérêts agricoles qui l’incite, apparemment, à se lancer en politique.

## Une carrière politique classique
En 1882, il devient tout d’abord conseiller municipal de Bréauté (Seine-Inférieure), succédant à un oncle de sa femme, puis maire en 1892. Il restera à la tête de cette commune jusqu’à son décès, hormis une brève interruption en 1906-1907. (La mairie est située aujourd’hui sur la place André-et-Jean-Suchetet). Parallèlement, il est porté par les électeurs du canton de Goderville au conseil d’arrondissement en 1895, puis au conseil général de 1901 à 1910. Il jouit d’une véritable popularité : « Sous des dehors réservés, il avait une courtoisie naturelle qui le rapprochait facilement de ceux qui lui étaient inférieurs par la fortune ou par l’éducation. »
Sollicité par le comité conservateur de la 3e circonscription du Havre et en même temps plébiscité par une foule d’ouvriers de Bolbec venue lui demander devant son château de se présenter à la députation, il remporte les élections législatives de 1898. Il est élu sous l’étiquette républicaine (bien qu’il soit à l’évidence très clérical et plutôt réactionnaire), puis réélu — toujours au premier tour de scrutin — en 1902 (par 9 583 voix sur 16 426 votants) et en 1906 (par 10 008 voix sur 17 298 votants).
Mandats à la Chambre des députés :
- du 8 mai 1898 au 31 mai 1902 (VIIe législature) ;
- du 27 avril 1902 au 31 mai 1906 (VIIIe législature) ;
- du 6 mai 1906 au 31 mai 1910 (IXe législature).

À la Chambre, il siège à la droite de l’assemblée et adhère durant ses trois mandats au groupe dit de l’Action libérale, opposé aux gouvernements successifs et au Bloc des gauches. Il vote contre la loi de 1901 et contre loi de séparation des Églises et de l'État en 1905. Il réclame le rétablissement des crédits alloués au collège diocésain de Guadeloupe (1902) et le maintien des écoles libres de Saint-Pierre-et-Miquelon (1909).
Député très actif (durant les sessions, il rentre chaque soir à Bréauté par le train, mais en repart chaque matin), il participe à la discussion des budgets, notamment ceux de l'Agriculture, de la Guerre et des Finances et est à l’initiative de diverses propositions de loi. Il défend l’Église (notamment contre les conséquences de la loi de séparation), mais aussi les intérêts agricoles et maritimes de sa circonscription. Il intervient ainsi en faveur de la défense des graines oléagineuses (principalement du colza), des huiles végétales, de la culture du lin et du chanvre, ou de la protection des oiseaux utiles à l'agriculture. Membre de plusieurs commissions, notamment de la Commission des douanes, il demande constamment — et en partie avec succès — le relèvement des droits sur les oléagineux, afin de protéger les productions nationales et particulièrement normandes.
Élu d’une circonscription dont dépendent Fécamp et Étretat, il obtient en 1901 l’instauration d’une médaille d’honneur récompensant les marins ayant à leur actif plus de 300 mois de navigation. Il formule des réserves concernant l’accord franco-anglais de 1904 sur le partage des zones de pêche au large de Terre-Neuve, pour tenter de protéger les intérêts des pêcheurs normands. Il s’intéresse en outre à la question des tribunaux maritimes.
Il cherche aussi à mieux protéger les conditions de travail des femmes et des enfants dans l’industrie.
On notera que plusieurs de ses propositions de loi sont présentées de concert avec Julien Goujon, député de la 2e circonscription de Rouen, c’est-à-dire celle incluant Elbeuf.
Il ne se représente pas aux législatives de 1910 pour cause de maladie, et décède peu après, dans son château d’Antiville, le 14 juillet 1910, à l’âge de 61 ans, « succombant au mal qui minait ses forces depuis plusieurs années ». Il est inhumé le lendemain dans le cimetière de Bréauté.

## Distinctions
- Chevalier de l'ordre de Saint-Grégoire-le-Grand.

## Œuvre
Plusieurs des ouvrages scientifiques ou textes parlementaires ont été republiés par des éditeurs d’ouvrages anciens.

### Recherches personnelles
- L'hybridité dans la nature, règne animal, Bruxelles, Impr. Polleunis, Ceuterick et Lefébure, 1888, 80 p. (FRBNF31418157).
- Note sur les hybrides des anatidés, Rouen, Impr. P. Leprêtre, 1888, 16 p. (FRBNF31418158).
- « La fable des Jumarts », Mémoires de la Société Zoologique de France pour l’année 1889, t. II, 1889, p. 1-30.
- « La question du léoporide » Revue des questions scientifiques, 1887 et sous le même titre Bruxelles, 1889.
- « L’hybride du faisan ordinaire et de la poule domestique », L’éleveur, 1889.
- Note sur les hybrides des anatidés, Paris, Société nationale d'acclimatation de France, 1889, 9 p. ; extrait de la Revue des sciences naturelles appliquées, n° du 5 novembre 1889  (FRBNF31418159).
- Nouvelles observations sur les hybrides des anatidés, Paris, Société d'acclimatation de France, 1889, 9 p. ; extrait de la Revue des sciences naturelles appliquées, n° du 5 décembre 1889 (FRBNF31418160).
- « Discours de réception », Précis analytique des travaux de l’Académie des Sciences, Belles Lettres et Arts de Rouen, 1890-1891, Rouen, Imprimerie Cagnard, 1892, p. 15-38.
- Les oiseaux hybrides rencontrés à l’état sauvage. Première partie : Les gallinacés, Lille, 1890 ; Deuxième partie : les palmipèdes, Lille, 1892.
- Histoire du Bimaculated Duck de Pennant confondu longtemps avec l'Anas Glocitans de Pallas et notes sur plusieurs autres oiseaux du même genre, Bruxelles, 1894, 68 p. (réédition Forgotten Books, 2018).
- Phénomènes de reproduction dans les croisements de races et de variétés d'animaux, Rouen, Impr. P. Leprêtre, 1896, 37 p. ; extrait du Compte rendu de la IIe session des assises de Caumont (FRBNF31418161).
- Des hybrides à l'état sauvage, règne animal. Premier volume (classe des oiseaux), Lille, Impr. Le Bigot frères, 1896, CLII-1002 p. (FRBNF31418156).
- Des caractères plastiques et de coloration chez les hybrides et les métis d'animaux, Lille, Imprimerie typographique Le Bigot, 1897.
- « Problèmes hybridologiques », Journal d’anatomie, 1897.

## Sources et références
- « André Suchetet », dans le Dictionnaire des parlementaires français (1889-1940), sous la direction de Jean Jolly, PUF, 1960 [détail de l’édition]
- Patrick Olivier, « L’orphelinat de garçons de la ville d’Elbeuf », Bulletin de la Société de l’histoire d’Elbeuf, n°46, novembre 2006, p. 17-36.
- Anne-Marie Sohn, « Suchetet, Luc André », Dictionnaire des parlementaires de Haute-Normandie sous la Troisième République, 1871-1940, Jean-Pierre Chaline et Anne-Marie Sohn (dir.), Mont-Saint-Aignan, Publications de l’Université de Rouen, 2000, p. 327-329.
- « André Suchetet », Dictionnaire des parlementaires français (1889-1940), Jean Jolly (dir.), Paris, P.U.F., 1960.
- Noémi Noire-Oursel, « Suchetet André », Nouvelle biographie normande, 2e supplément, Paris, E. Dumont / Rouen, A. Lestringant, 1912, p. 416.
- Edward Montier, « Notice sur M. André Suchetet », Précis analytique des travaux de l’Académie des Sciences, Belles Lettres et Arts de Rouen, 1909-1910, Rouen, Imprimerie Cagniard, 1911, p. 355-369.
- Henri Saint-Denis, Histoire d’Elbeuf, t. XI, De 1866 à 1879, Elbeuf, Impr. H. Saint-Denis, 1904.
- Auguste Lechevalier, Biobibliographie des écrivains de l’arrondissement du Havre, Le Havre, S.H.E.D., Impr. Micaux, 1902.